# Taurhynchus dina
Taurhynchus dina là một loài ruồi trong họ Asilidae. Taurhynchus dina được Curran miêu tả năm 1934. Loài này phân bố ở vùng Tân nhiệt đới.